# Saianski
Saianski (en rus: Саянский) és un poble (un possiólok) del krai de Krasnoiarsk, a Rússia, que el 2017 tenia 4.004 habitants. Pertany al districte de Zaoziorni.